# Aphaenogaster mersa
Aphaenogaster mersa é uma espécie de inseto do gênero Aphaenogaster, pertencente à família Formicidae.